# Giovanni Giorgio I di Sassonia-Eisenach
Giovanni Giorgio I di Sassonia-Eisenach (Weimar, 12 luglio 1634 – Eckhartshausen, 19 settembre 1686) fu duca di Sassonia-Eisenach.

## Biografia
Era il quinto ma il terzo sopravvissuto dei figli del Duca Guglielmo di Sassonia-Weimar e di Eleonora Dorotea di Anhalt-Dessau.
Alla morte del padre (1662), suo fratello maggiore Giovanni Ernesto II ereditò Weimar, ed il suo secondo fratello Adolfo Guglielmo ricevette Eisenach. Giovanni Giorgio ricevette un piccolo beneficio del Ducato di Sassonia-Eisenach e prese residenza nel piccolo villaggio di Marksuhl.
Nel 1668 suo fratello Adolfo Guglielmo morì. L'unico figlio sopravvissuto del fratello, Guglielmo Augusto, era nato otto giorni dopo la morte del padre e aveva assunto la reggenza del Ducato alla morte del padre; Giovanni Giorgio divenne reggente e tutore del nuovo duca. Guglielmo Augusto morì nel 1671 a soli due anni d'età e Giovanni Giorgio ottenne il governo del ducato.
L'anno successivo la morte senza eredi del duca Federico Guglielmo III di Sassonia-Altenburg forzò la firma di un nuovo concordato sulla divisione dei domini di famiglia tra Giovanni Giorgio, i suoi fratelli sopravvissuti e i suoi cugini. Giovanni Giorgio venne riconfermato come reggente di Eisenach ed ottenne anche nuove città, suo fratello minore, Bernardo, ereditò Jena.
La linea dei duchi di Eisenach iniziata da Giovanni Giorgio si estinse nel 1741.

## Matrimonio ed eredi
A Wallau, il 29 maggio 1661, Giovanni Giorgio sposò la contessa Giovannetta di Sayn-Wittgenstein, erede di Altenkirchen, da cui ebbe otto figli di cui però solo cinque raggiunsero l'età adulta:
- Eleonora Erdmuthe (1662-1696), sposò Giovanni Federico di Brandeburgo-Ansbach e successivamente Giovanni Giorgio IV di Sassonia;
- Federico Augusto (1668-1684);
- Giovanni Giorgio (1665-1698);
- Giovanni Guglielmo (1666-1729);
- Federica Elisabetta (1669-1739), sposò Giovanni Giorgio di Sassonia-Weissenfels.

## Ascendenza
|                                         |                              |                                        | Genitori                          |  |  | Nonni |  |  | Bisnonni                              |  |  | Trisnonni                       |  |
|                                         |                              |                                        |                                   |  |  |       |  |  | Giovanni Guglielmo di Sassonia-Weimar |  |  | Giovanni Federico I di Sassonia |  |
|                                         |                              |                                        |                                   |  |  |       |  |  | Giovanni Guglielmo di Sassonia-Weimar |  |  | Giovanni Federico I di Sassonia |  |
|                                         |                              | Sibilla di Jülich-Klebe-Berg           |                                   |  |  |       |  |  | Giovanni Guglielmo di Sassonia-Weimar |  |  |                                 |  |
| Giovanni di Sassonia-Weimar             |                              |                                        |                                   |  |  |       |  |  | Giovanni Guglielmo di Sassonia-Weimar |  |  |                                 |  |
|                                         |                              | Dorotea Susanna di Wittelsbach-Simmern | Federico III del Palatinato       |  |  |       |  |  |                                       |  |  |                                 |  |
|                                         |                              | Dorotea Susanna di Wittelsbach-Simmern | Federico III del Palatinato       |  |  |       |  |  |                                       |  |  |                                 |  |
|                                         |                              | Dorotea Susanna di Wittelsbach-Simmern | Maria di Brandeburgo-Kulmbach     |  |  |       |  |  |                                       |  |  |                                 |  |
| Guglielmo di Sassonia-Weimar            |                              | Dorotea Susanna di Wittelsbach-Simmern |                                   |  |  |       |  |  |                                       |  |  |                                 |  |
|                                         |                              | Gioacchino Ernesto di Anhalt           | Giovanni II di Anhalt-Dessau      |  |  |       |  |  |                                       |  |  |                                 |  |
|                                         |                              | Gioacchino Ernesto di Anhalt           | Giovanni II di Anhalt-Dessau      |  |  |       |  |  |                                       |  |  |                                 |  |
|                                         |                              | Gioacchino Ernesto di Anhalt           | Margherita di Brandeburgo         |  |  |       |  |  |                                       |  |  |                                 |  |
| Dorotea Maria di Anhalt                 |                              | Gioacchino Ernesto di Anhalt           |                                   |  |  |       |  |  |                                       |  |  |                                 |  |
|                                         |                              | Eleonora di Württemberg                | Cristoforo di Württemberg         |  |  |       |  |  |                                       |  |  |                                 |  |
|                                         |                              | Eleonora di Württemberg                | Cristoforo di Württemberg         |  |  |       |  |  |                                       |  |  |                                 |  |
|                                         |                              | Eleonora di Württemberg                | Anna Maria di Brandeburgo-Ansbach |  |  |       |  |  |                                       |  |  |                                 |  |
| Giovanni Giorgio I di Sassonia-Eisenach |                              | Eleonora di Württemberg                |                                   |  |  |       |  |  |                                       |  |  |                                 |  |
|                                         | Gioacchino Ernesto di Anhalt | Giovanni II di Anhalt-Dessau           |                                   |  |  |       |  |  |                                       |  |  |                                 |  |
|                                         | Gioacchino Ernesto di Anhalt | Giovanni II di Anhalt-Dessau           |                                   |  |  |       |  |  |                                       |  |  |                                 |  |
|                                         | Gioacchino Ernesto di Anhalt | Margherita di Brandeburgo              |                                   |  |  |       |  |  |                                       |  |  |                                 |  |
| Giovanni Giorgio I di Anhalt-Dessau     | Gioacchino Ernesto di Anhalt |                                        |                                   |  |  |       |  |  |                                       |  |  |                                 |  |
|                                         |                              | Agnese di Barby                        | Wolfgang von Barby                |  |  |       |  |  |                                       |  |  |                                 |  |
|                                         |                              | Agnese di Barby                        | Wolfgang von Barby                |  |  |       |  |  |                                       |  |  |                                 |  |
|                                         |                              | Agnese di Barby                        | …                                 |  |  |       |  |  |                                       |  |  |                                 |  |
| Eleonora Dorotea di Anhalt-Dessau       |                              | Agnese di Barby                        |                                   |  |  |       |  |  |                                       |  |  |                                 |  |
|                                         |                              | …                                      | …                                 |  |  |       |  |  |                                       |  |  |                                 |  |
|                                         |                              | …                                      | …                                 |  |  |       |  |  |                                       |  |  |                                 |  |
|                                         |                              | …                                      | …                                 |  |  |       |  |  |                                       |  |  |                                 |  |
| Dorotea del Palatinato-Simmern          |                              | …                                      |                                   |  |  |       |  |  |                                       |  |  |                                 |  |
|                                         |                              | …                                      | …                                 |  |  |       |  |  |                                       |  |  |                                 |  |
|                                         |                              | …                                      | …                                 |  |  |       |  |  |                                       |  |  |                                 |  |
|                                         |                              | …                                      | …                                 |  |  |       |  |  |                                       |  |  |                                 |  |
|                                         |                              | …                                      |                                   |  |  |       |  |  |                                       |  |  |                                 |  |